# Francesco D'Arrigo
Francesco D'Arrigo (Lucca, 25 agosto 1958) è un allenatore di calcio ed ex calciatore italiano, di ruolo difensore.

## Carriera

### Calciatore
Ha totalizzato complessivamente 65 presenze in Serie B con le maglie di Pistoiese ed Empoli, con una rete all'attivo in occasione del pareggio interno dell'Empoli col Monza dell'8 aprile 1984.
Nella carriera da calciatore ha militato esclusivamente in formazioni toscane.

### Allenatore
Cessata l'attività agonistica ha intrapreso quella di allenatore, disputando 13 campionati di Serie C1 e 4 di Serie C2 senza mai riuscire ad approdare nelle due serie superiori. Ha guidato dalla panchina tutte e quattro le formazioni (Lucchese, Pistoiese, Empoli e Cuoiopelli) in cui aveva militato da calciatore.
Il 6 aprile 1994 raggiunge l'apice della sua notorietà salendo agli onori della cronaca nazionale: alla guida del Pontedera batte 2-1 in amichevole la Nazionale di Arrigo Sacchi che pochi mesi dopo diverrà vicecampione del mondo. Al termine della stagione con il club granata ottiene la promozione in Serie C1.
Come allenatore del Pisa ha vinto un campionato di Serie C2 e una Coppa Italia di Serie C.

## Palmarès

### Giocatore

#### Competizioni nazionali
- Serie C1: 1

Empoli: 1982-1983

### Allenatore

#### Competizioni nazionali
- Serie C1: 1

Pisa: 1998-1999
- Coppa Italia Serie C: 1

Pisa: 1999-2000